# 中山儀助
中山 儀助（なかやま ぎすけ、1932年10月22日 - ）は、日本の元政治家、農家。
静岡県藤枝市岡部町でみかんと茶の生産を手がける農業を営む。元岡部町議会議員。第3子（長男）の中山雅史は、元プロサッカー選手、元ヤマハ発動機社員。

## 来歴
農家の長男として生まれ、家業を継いだ。岡部町議会議員を3期12年務めた（勇退後も岡部町の様々な役職を務める）。
1993年、長男・雅史がFIFAワールドカップアジア最終予選（ドーハの悲劇）で有名になると、父親の儀助も静岡弁丸出しで（いまだに）息子・雅史を「小僧」と呼ぶなどの飾らない言葉づかいや話し振り、人柄の良さが世間の注目を浴び、「ゴン父」の愛称で知られるようになった。
1995年に岡部町議会議員を勇退後は全国メディアへの露出は少なくなり、時折静岡県や岡部町をPRする番組に登場する程度だが、地元静岡ローカルのテレビ・ラジオ番組に出演したり、講演会などで「ケ・セラ・セラ（なるようになるさ）」子育て論や、農業経営者としての実感を通した日本の農業や食の問題を語るなどの活動を行っている。

## 出演
- 静岡○ごとワイド（静岡第一テレビ） レギュラーコーナー『儀助さんぽ道』
- Jリーグを100倍楽しく見る方法!!※声の出演
- 秘密のケンミンSHOW（日本テレビ系）2011年8月25日「辞令は突然に...」second season ～奥様はさすらいの女子アナ編～

## CM出演
- カルビー『抹茶づくし』（1994年）